# Брвільно-Дольне
Брвільно-Дольне (пол. Brwilno Dolne) — село в Польщі, у гміні Новий Дунінув Плоцького повіту Мазовецького воєводства.
Населення — 453 особи (2011).
У 1975-1998 роках село належало до Плоцького воєводства.

## Демографія
Демографічна структура станом на 31 березня 2011 року:
|          | Загалом | Допрацездатний вік | Працездатний вік | Постпрацездатний вік |
| -------- | ------- | ------------------ | ---------------- | -------------------- |
| Чоловіки | 214     | 39                 | 146              | 29                   |
| Жінки    | 239     | 32                 | 147              | 60                   |
| Разом    | 453     | 71                 | 293              | 89                   |